# Hexatoma pulchrithorax
Hexatoma pulchrithorax är en tvåvingeart som först beskrevs av Enrico Adelelmo Brunetti 1918.  Hexatoma pulchrithorax ingår i släktet Hexatoma och familjen småharkrankar. Inga underarter finns listade i Catalogue of Life.